# Schriftenreihe Extremismus & Demokratie
Extremismus und Demokratie ist eine seit 1992 unregelmäßig erscheinende wissenschaftliche Schriftenreihe, die neben dem Jahrbuch Extremismus & Demokratie verlegt wird. Sie wurde zunächst beim Bouvier Verlag veröffentlicht und wird seit 2001 beim Nomos Verlag in Baden-Baden fortgeführt. Herausgeber sind die Politikwissenschaftler Eckhard Jesse von der Technischen Universität Chemnitz und Uwe Backes von der Technischen Universität Dresden, die auch das Jahrbuch mitherausgeben.
Die Reihe deckt weite Teile der Extremismusforschung, namentlich den Rechtsextremismus (Faschismus, Nationalsozialismus, Rassismus und Ultranationalismus), den Linksextremismus (Anarchismus und Kommunismus) und den politisch-religiösen Fundamentalismus ab. Schnittpunkte hat sie inhaltlich mit der Vergleichenden Diktaturforschung.
Mehrere Bände der Nomos-Reihe wurden als Dissertation an der TU Chemnitz vorgelegt.

## Veröffentlichungen
Bouvier Verlag
- Band 1: Imanuel Geiss: Der Hysterikerstreit. Ein unpolemischer Essay. 1992, ISBN 3-416-02370-6.
- Band 2: Christa Hoffmann: Stunden Null?. Vergangenheitsbewältigung in Deutschland 1945 und 1989. Mit einem Vorwort von Alfred Steim, 1992, ISBN 3-416-02369-2.
- Band 3: Patrick Moreau: PDS. Anatomie einer postkommunistischen Partei. 1992, ISBN 3-416-02371-4.
- Band 4: Birgit Rätsch: Hinter Gittern. Schriftsteller und Journalisten vor dem Volksgerichtshof 1934–1945. 1992, ISBN 3-416-02409-5.
- Band 5: Armin Pfahl-Traughber: Rechtsextremismus. Eine kritische Bestandsaufnahme nach der Wiedervereinigung. 1993, ISBN 3-416-02435-4. (2. Auflage, 1995)
- Band 6: Barbara Marshall: Willy Brandt. Eine politische Biographie. 1993, ISBN 3-416-02436-2.
- Band 7: Birgit Rätsch-Langejürgen: Das Prinzip Widerstand. Leben und Wirken von Ernst Niekisch. 1997, ISBN 3-416-02608-X.
- Band 8: Patrick Moreau, Jürgen P. Lang: Linksextremismus. Eine unterschätzte Gefahr. Teilweise aus dem Französischen übersetzt von Roxane Sajuk, 1996, ISBN 3-416-02543-1.
- Band 9: Paul Noack: Eine Geschichte der Zukunft. 1996, ISBN 3-416-02648-9.
- Band 10: Enrico Syring: Das nationalsozialistische Deutschland 1933–1945. Führertum und Gefolgschaft. 1997, ISBN 3-416-02667-5.
- Band 11: Jean-Yves Camus: Front national. Eine Gefahr für die französische Demokratie?. 1998, ISBN 3-416-02716-7.
- Band 13: Jürgen Wüst: Menschenrechtsarbeit im Zwielicht. Zwischen Staatssicherheit und Antifaschismus. 1999, ISBN 3-416-02861-9.
- Band 14: Markus Huttner: Totalitarismus und säkulare Religionen. Zur Frühgeschichte totalitarismuskritischer Begriffs- und Theoriebildung in Großbritannien. 1999, ISBN 3-416-02862-7.

Nomos Verlag
- Band 1: Uta Stolle: Der Aufstand der Bürger. Wie 1989 die Nachkriegszeit in Deutschland zu Ende ging. Mit einem Vorwort von Joachim Gauck, 2001, ISBN 3-7890-7063-7.
- Band 2: Roger Woods: Nation ohne Selbstbewußtsein. Von der konservativen Revolution zur Neuen Rechten. 2001, ISBN 3-7890-7077-7.
- Band 3: Christian Menhorn: Skinheads. Portrait einer Subkultur. 2001, ISBN 3-7890-7563-9.
- Band 4: Patrick Moreau, Rita Schorpp-Grabiak: "Man muß so radikal sein wie die Wirklichkeit". Die PDS: eine Bilanz. 2002, ISBN 3-7890-7929-4.
- Band 5: Robert Grünbaum: Jenseits des Alltags. Die Schriftsteller der DDR und die Revolution von 1989/90. 2002, ISBN 3-7890-8141-8.
- Band 6: Andreas Klump: Neuer politischer Extremismus? Eine politikwissenschaftliche Fallstudie am Beispiel der Scientology-Organisation. 2003, ISBN 3-8329-0215-5.
- Band 7: Jürgen P. Lang: Ist die PDS eine demokratische Partei? Eine extremismustheoretische Untersuchung. 2003, ISBN 3-8329-0414-X.
- Band 8: Alexandra Nepit: Die SED unter dem Druck der Reformen Gorbatschows. der Versuch der Parteiführung, das SED-Regime durch konservatives Systemmanagement zu stabilisieren. 2004, ISBN 3-8329-0486-7.
- Band 9: Viola Neu: Das Janusgesicht der PDS. Wähler und Partei zwischen Demokratie und Extremismus. 2004, ISBN 3-8329-0487-5.
- Band 10: Stefan Braun: Scientology – eine extremistische Religion. Vergleich der Auseinandersetzung mit einer umstrittenen Organisation in Deutschland und den USA. 2004, ISBN 3-8329-0764-5.
- Band 11: Uwe Backes, Eckhard Jesse: Vergleichende Extremismusforschung. 2005, ISBN 3-8329-0997-4.
- Band 12: Lars Flemming: Das NPD-Verbotsverfahren. Vom "Aufstand der Anständigen" zum "Aufstand der Unfähigen". 2005, ISBN 3-8329-1344-0.
- Band 13: Jerzy Maćków: Totalitarismus und danach. Einführung in den Kommunismus und die postkommunistische Systemtransformation. 2005, ISBN 3-8329-1486-2.
- Band 14: Ralf Grünke: Geheiligte Mittel? Der Umgang von CDU/CSU und SPD mit den Republikanern. 2006, ISBN 3-8329-2045-5.
- Band 15: Kristin Wesemann: Ulrike Meinhof. Kommunistin, Journalistin, Terroristin – eine politische Biografie. 2007, ISBN 978-3-8329-2933-6.
- Band 16: Tom Thieme: Hammer, Sichel, Hakenkreuz. Parteipolitischer Extremismus in Osteuropa. Entstehungsbedingungen und Erscheinungsformen. 2007, ISBN 978-3-8329-3036-3.
- Band 17: Uwe Backes, Henrik Steglich (Hrsg.): Die NPD. Erfolgsbedingungen einer rechtsextremistischen Partei. 2007, ISBN 978-3-8329-3122-3.
- Band 18: Evelyn Völkel: Der totalitäre Staat – das Produkt einer säkularen Religion? Die frühen Schriften von Frederick A. Voigt, Eric Voegelin sowie Raymond Aron und die totalitäre Wirklichkeit im Dritten Reich. 2009, ISBN 978-3-8329-3806-2.
- Band 19: Lukáš Novotný: Vergangenheitsdiskurse zwischen Deutschen und Tschechen : Untersuchung zur Perzeption der Geschichte nach 1945. 2009, ISBN 978-3-8329-4248-9.
- Band 20: Heike Tuchscheerer: 20 Jahre Vereinigtes Deutschland. Eine "neue" oder "erweiterte Bundesrepublik"?. 2010, ISBN 978-3-8329-5813-8.
- Band 21: Karsten Dustin Hoffmann: "Rote Flora". Ziele, Mittel und Wirkungen eines linksautonomen Zentrums in Hamburg. 2011, ISBN 978-3-8329-6996-7.
- Band 22: Julia Gerlach: Die Vereinsverbotspraxis der streitbaren Demokratie. Verbieten oder Nicht-Verbieten?. 2012, ISBN 978-3-8329-7456-5.
- Band 23: Tom Mannewitz: Linksextremistische Parteien in Europa nach 1990. Ursachen für Wahlerfolge und -misserfolge. 2012, ISBN 978-3-8329-7553-1.
- Band 24: Adriaan Kühn: Kampf um die Vergangenheit als Kampf um die Gegenwart. Die Wiederkehr der "zwei Spanien". 2012, ISBN 978-3-8329-7852-5.
- Band 25: Marc Brandstetter: Die NPD unter Udo Voigt. Organisation – Ideologie – Strategie. 2013, ISBN 978-3-8329-7083-3.
- Band 26: Eckhard Jesse, Gerhard Hirscher (Hrsg.): Extremismus in Deutschland : Schwerpunkte, Vergleiche, Perspektiven. 2013, ISBN 978-3-8487-0090-5.
- Band 27: Matthias Damm: Die Rezeption des italienischen Faschismus in der Weimarer Republik. 2013, ISBN 978-3-8487-0315-9.
- Band 28: Bettina Blank: "Deutschland, einig Antifa"?. "Antifaschismus" als Agitationsfeld von Linksextremisten. 2014, ISBN 978-3-8487-0699-0.
- Band 29: Norman Bock: Zwischen Verdrängung und Verklärung. Die "junge Welt" in der Auseinandersetzung mit der Geschichte des europäischen Kommunismus. 2014, ISBN 978-3-8487-1111-6.
- Band 30: Florian Gräßler: War die DDR totalitär? Eine vergleichende Untersuchung des Herrschaftssystems der DDR anhand der Totalitarismuskonzepte von Friedrich, Linz, Bracher und Kielmansegg. 2014, ISBN 978-3-8487-1855-9.
- Band 31: Madeleine Petschke: Literatur in den Farben der Deutschen Demokratischen Republik. Die Kulturpolitik unter Ulbricht und Honecker im Vergleich. 2016, ISBN 978-3-8487-2771-1.
- Band 32: Charlotte Potts: Protest im Land der unbegrenzten Möglichkeiten. Tea Party und Occupy im Vergleich. 2016, ISBN 978-3-8487-3364-4.